# 울리카 크나페
울리카 마르가레타 크나페 - 린드베리(스웨덴어: Ulrika Margareta Knape - Lindberg, 1955년 4월 26일 ~ )는 전 스웨덴의 다이빙 선수이며, 안나 린드베리의 어머니이다.

## 생애 및 경력
예테보리에서 태어난 크나페는 1970년대 초반에 자신의 코치와 함께 38개의 국내 타이틀을 우승하면서 주요 성공을 즐겼을 뿐 아니라, 국제적으로도 명성을 얻었다.
1972년부터 1974년까지 "올해의 세계 플랫폼 다이빙 선수"로 임명되었고, 1972년과 1976년 하계 올림픽에서 각각 2개(금메달 1개와 은메달 1개)와 1개(은메달)의 메달을 획득하였다.
1972년 스벤스카 다그블라데트 금메달을 수상하였다.